# Hjalmar Granholm
Johan Hjalmar Granholm, född den 20 januari 1900 i Innertavle i Umeå landsförsamling, död den 5 februari 1972 i Ödsmåls församling, var en svensk ingenjör och professor.

## Biografi
Efter studentexamen vid Umeå högre allmänna läroverk 1917 avlade Granholm civilingenjörsexamen 1921 vid Kungliga Tekniska högskolan (KTH). På stipendium från KTH reste han på senhösten 1924 till USA där han lyckades få anställning som "detalier" vid American Bridge Co. i Chicago. För att utnyttja de nio månader som de amerikanska immigrationslagarna tillät var han också verksam vid Stefco Steel Co., Michigan City, Indiana samt vid Pittsburgh-Des Moines Steel Co., Des Moines, Iowa. 
Efter hemkomsten till Sverige 1925 var han verksam vid firma A.W. Öhrström & Son där han bland annat ledde och planerade monteringen av järnkonstruktionen av Centralhallen i Stockholms Centralstation samt kranbanorna i Stockholms frihamn. Senare blev han förste assistent hos prof. Carl Forsell vid KTH, där arbetet på doktorsavhandlingen kunde bedrivas. 1929 disputerade han för teknologie doktorsgraden och utnämndes till docent i byggnadsstatik vid KTH. 
De följande åren blev mycket arbetsfyllda då han förutom att vikariera som professor tagit anställning hos byggmästare Olle Engkvist som chef för dennes konstruktionskontor. Engkvists firma konstruerade under denna tid de första betonghusen i Sverige, vilka i stort sett blev stilbildande för betonghus i Sverige. Den svåra byggnadskrisen från 1931 ledde Granholm till att söka en egen väg. Han arbetade från 1931 som konsult i egna bolaget Hjalmar Granholms konstruktionsbyrå AB med kontor i Äppelviken. Bland de större konstruktionsprojekten kan nämnas Konserthuset i Göteborg, Katarinahissen, Statens Historiska Museum, Thulehuset och Södersjukhuset, alla i Stockholm. Bland senare större projekt finns Bonnierhuset, Skatteskrapan, bägge "skyskrapor" i armerad betong, samt atomreaktorn i Studsvik, R2.

## Andra uppdrag
Granholm var från 1938 professor i byggnadsteknik vid Chalmers tekniska högskola (CTH). I samband med flytten till Göteborg öppnades ett konstruktionskontor som komplement till det i Stockholm. Här tillkom under åren ett stort antal projekt, där de för tiden intressanta betongbågbroarna över Färjsundet på Åland (132 meter spännvidd) och Svinesundsbron mellan Norge och Sverige (155 meter spännvidd) är särskilt värda att nämna. 
Socialminister Gustav Möller gav i mars 1946 Granholm, länsarkitekten Erik Friberger och civilingenjören Evert Strokirk uppdraget att "i Amerikas Förenta Stater studera där bedriven experiment- och försöksverksamhet beträffande rationalisering av bostadsbyggandet". Den tre månader långa studieresan resulterade i skriften Enfamiljshus i Amerika, som utkom samma år.
Granholm invaldes 1939 som ledamot av Kungliga Ingenjörsvetenskapsakademien (IVA) och var akademiens 1:e vice preses 1952–1954. Han blev 1943 ledamot av Kungliga Vetenskaps- och Vitterhetssamhället i Göteborg. Ledamot av Akademie der Wissenschaften, Mainz 1958. Kommendör av Nordstjärneorden 1957.
Hjalmar Granholm är begravd på Västra kyrkogården i Umeå.

## Arbeten i urval

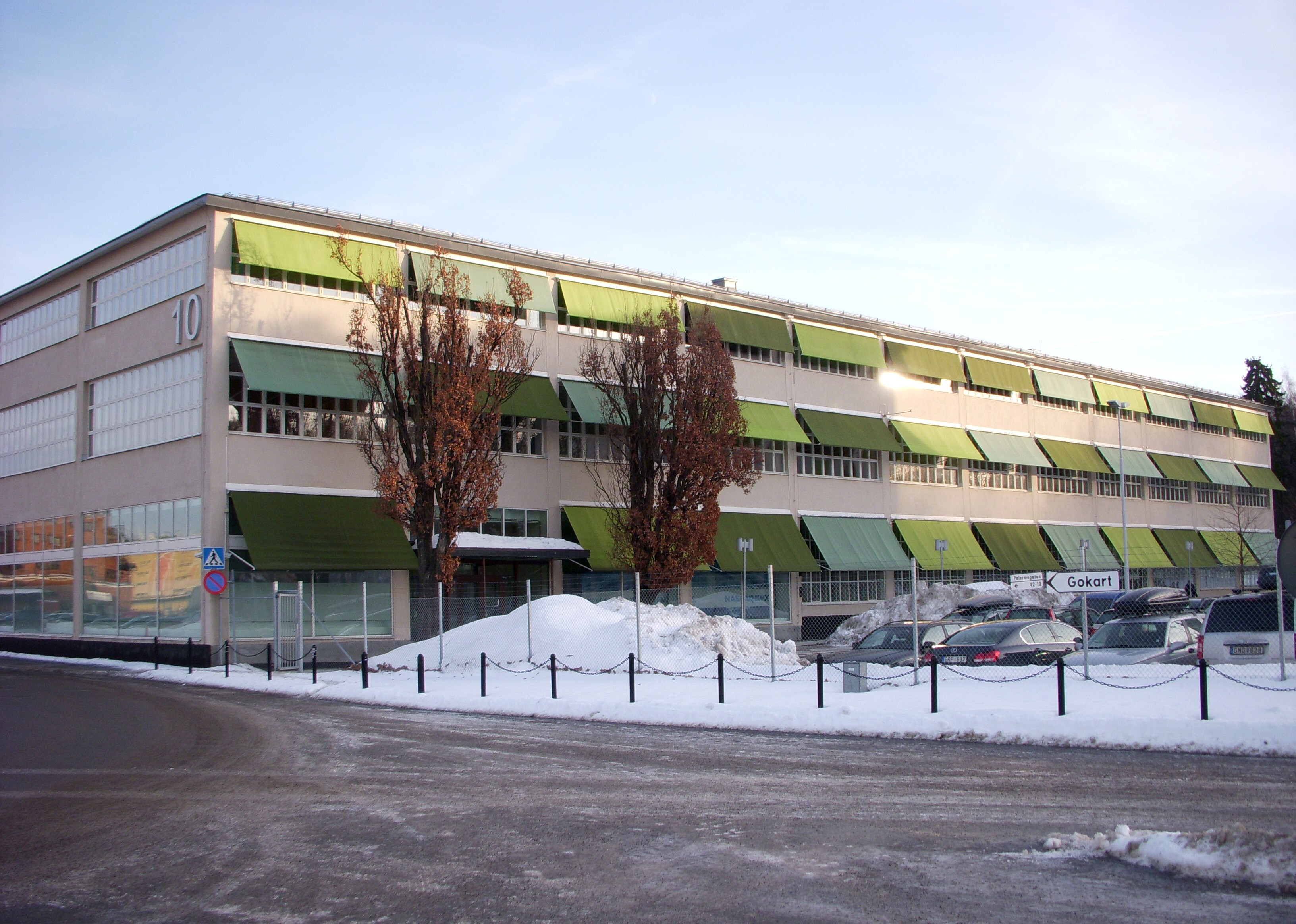
Fordhuset, Stockholm från 1931.
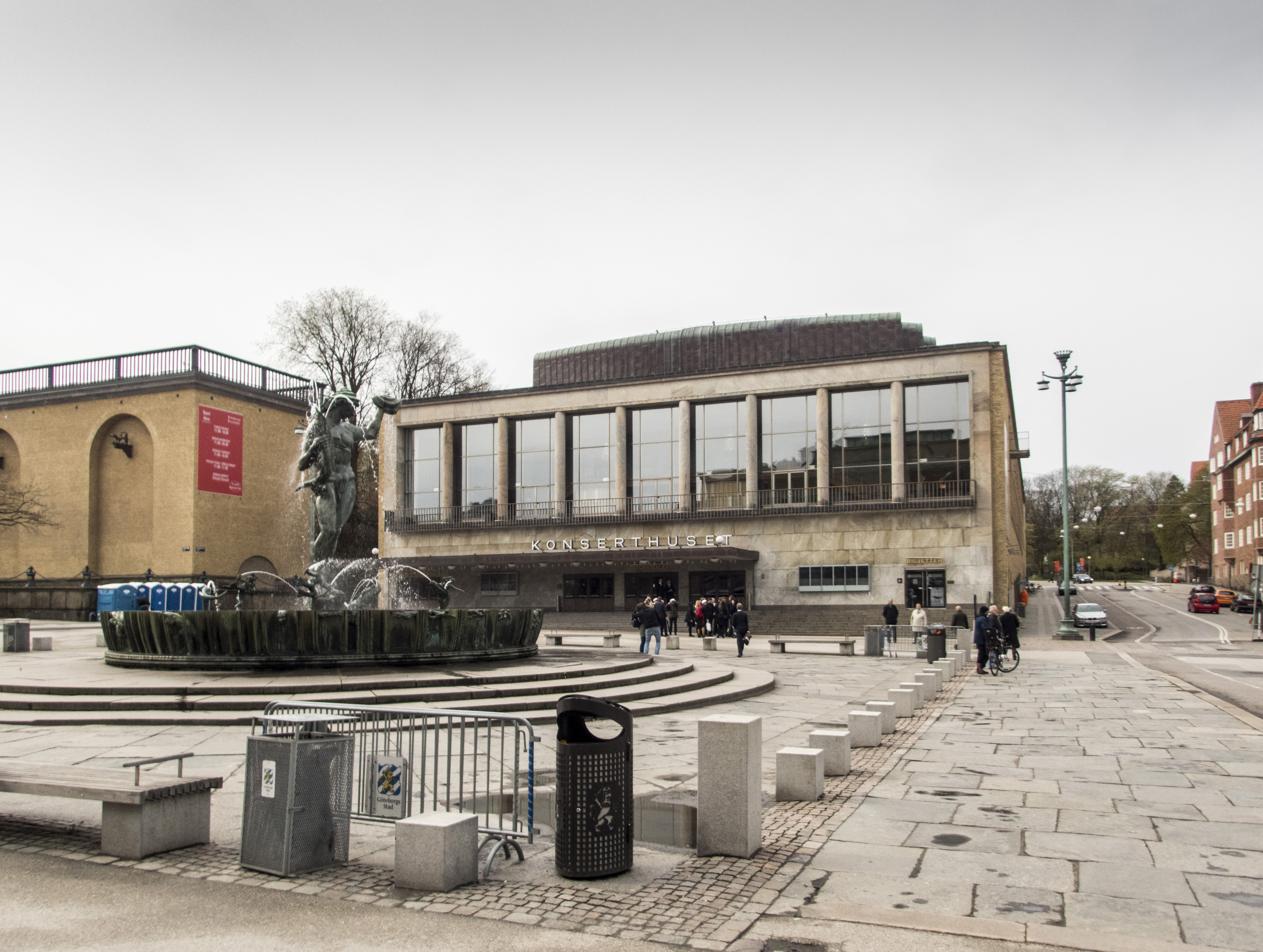
Göteborgs konserthus från 1935.
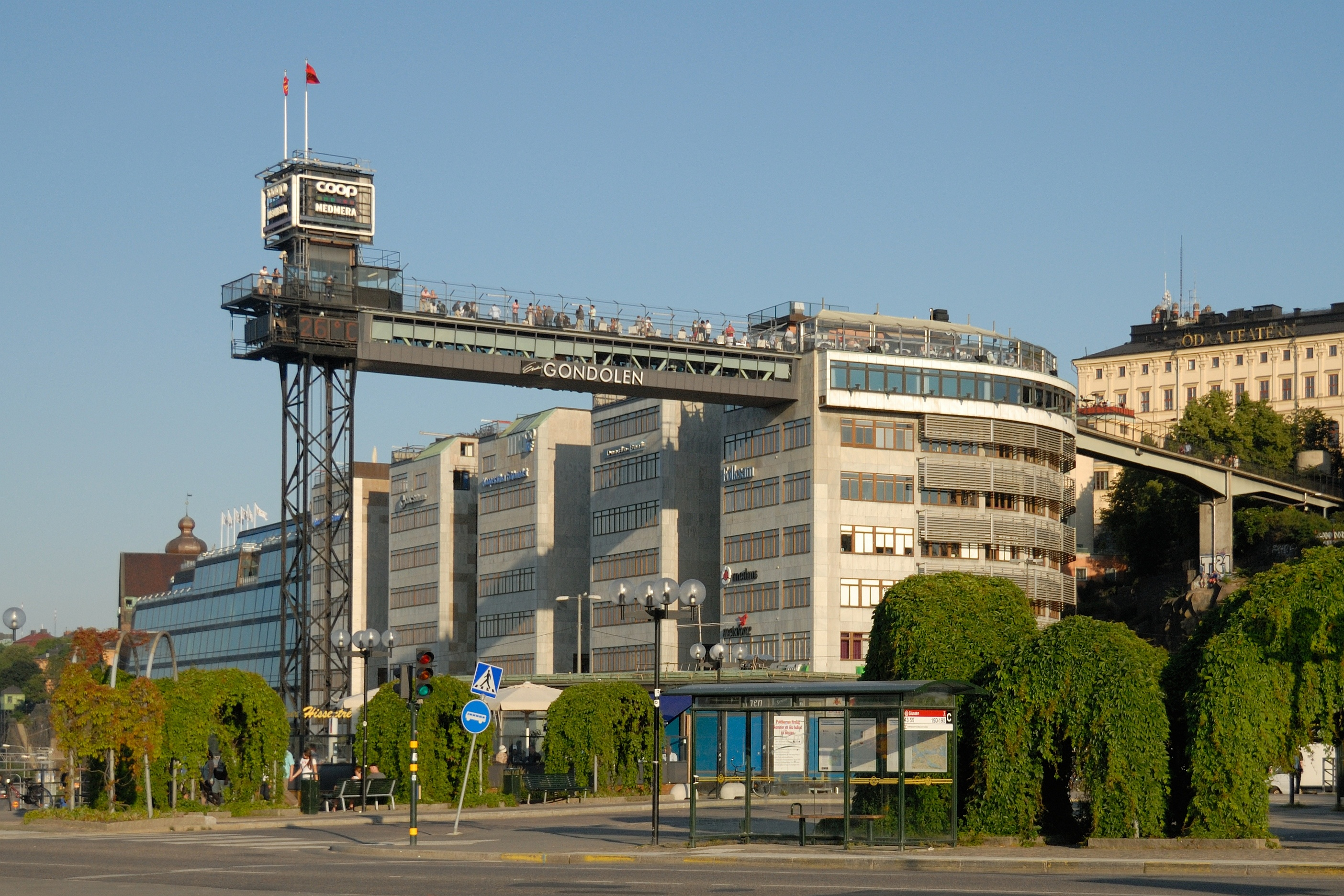
Katarinahissen och KF-huset från 1936.
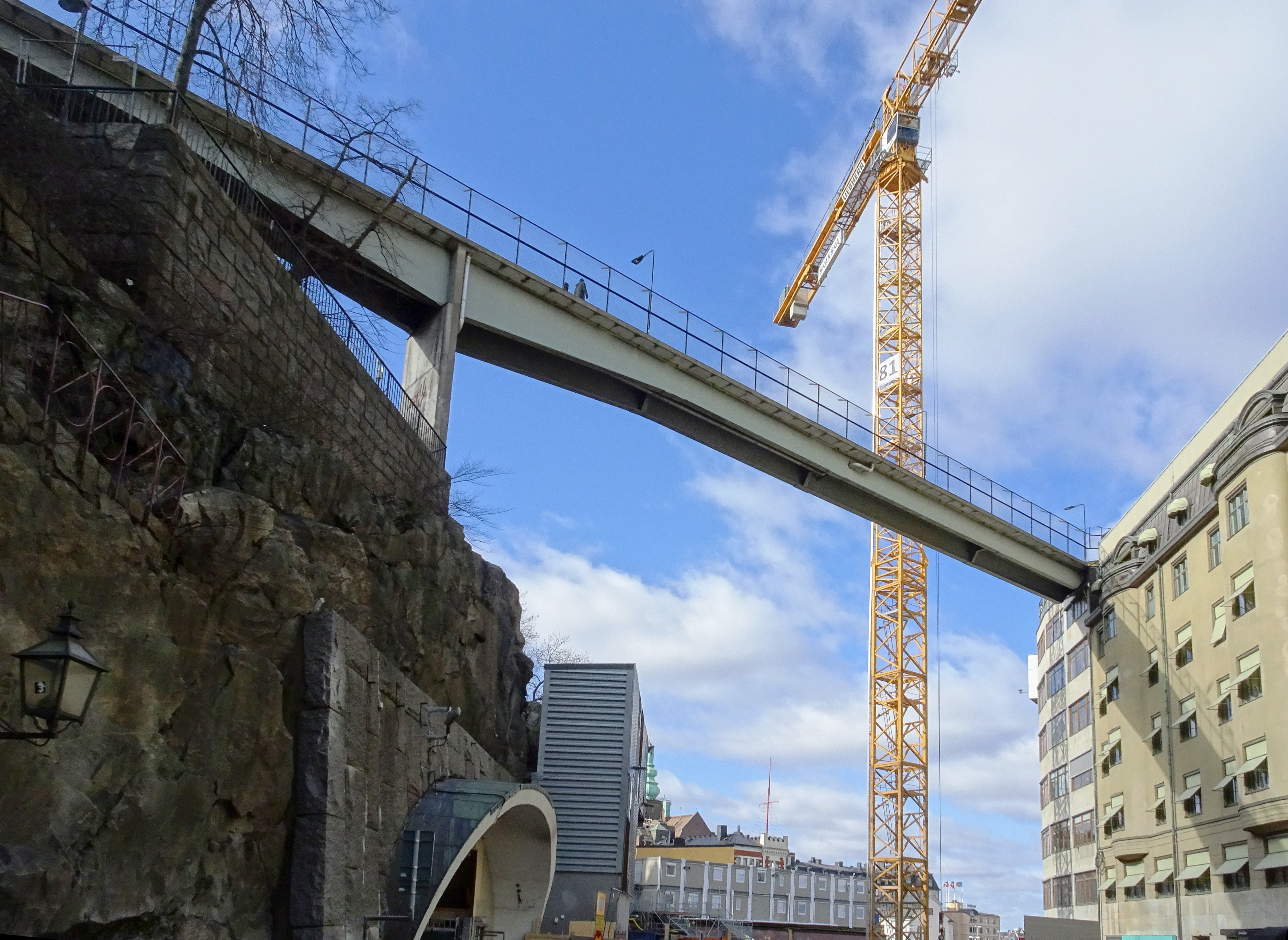
Katarina gångbro från 1936.

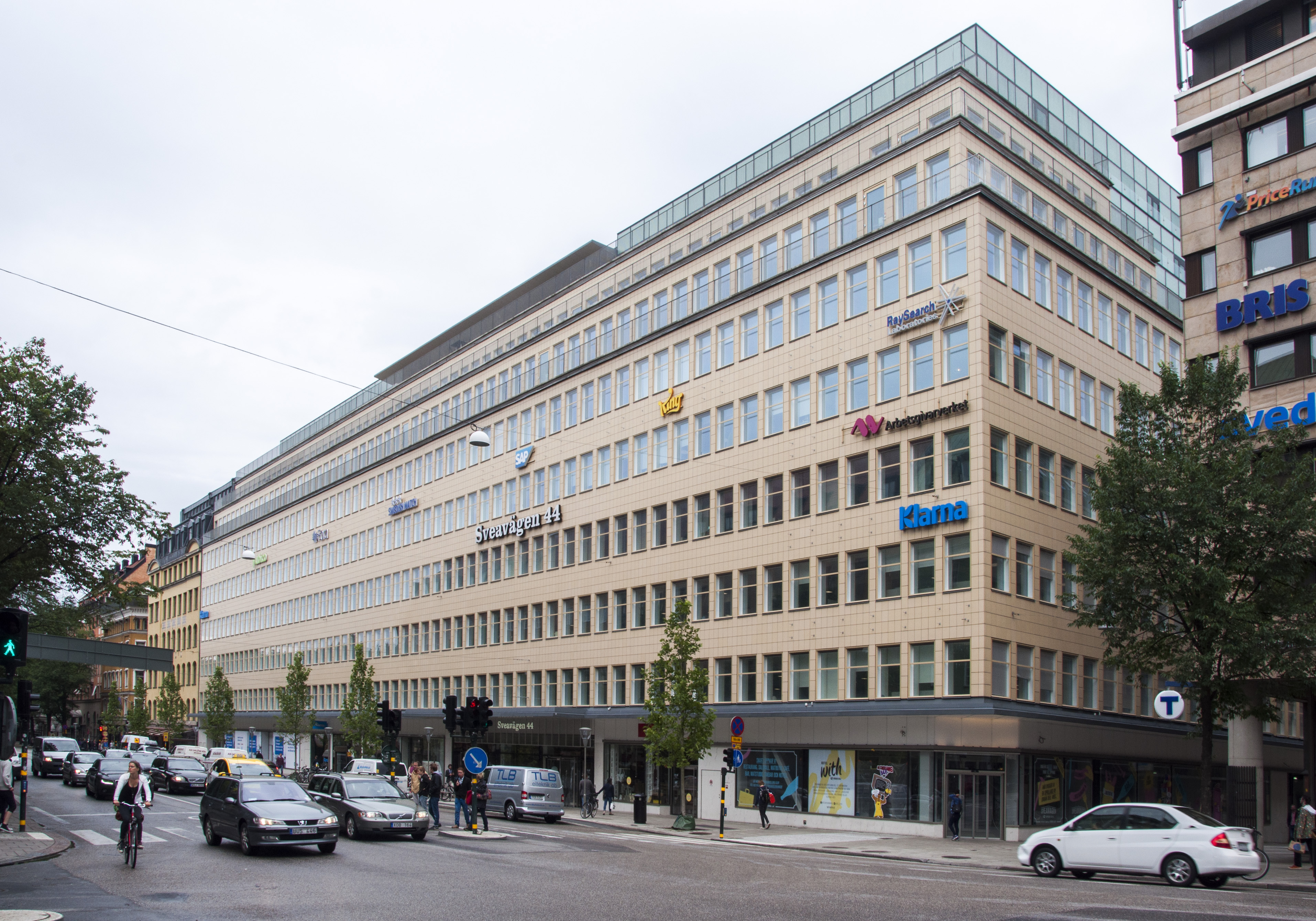
Thulehuset, Sveavägen från 1942.
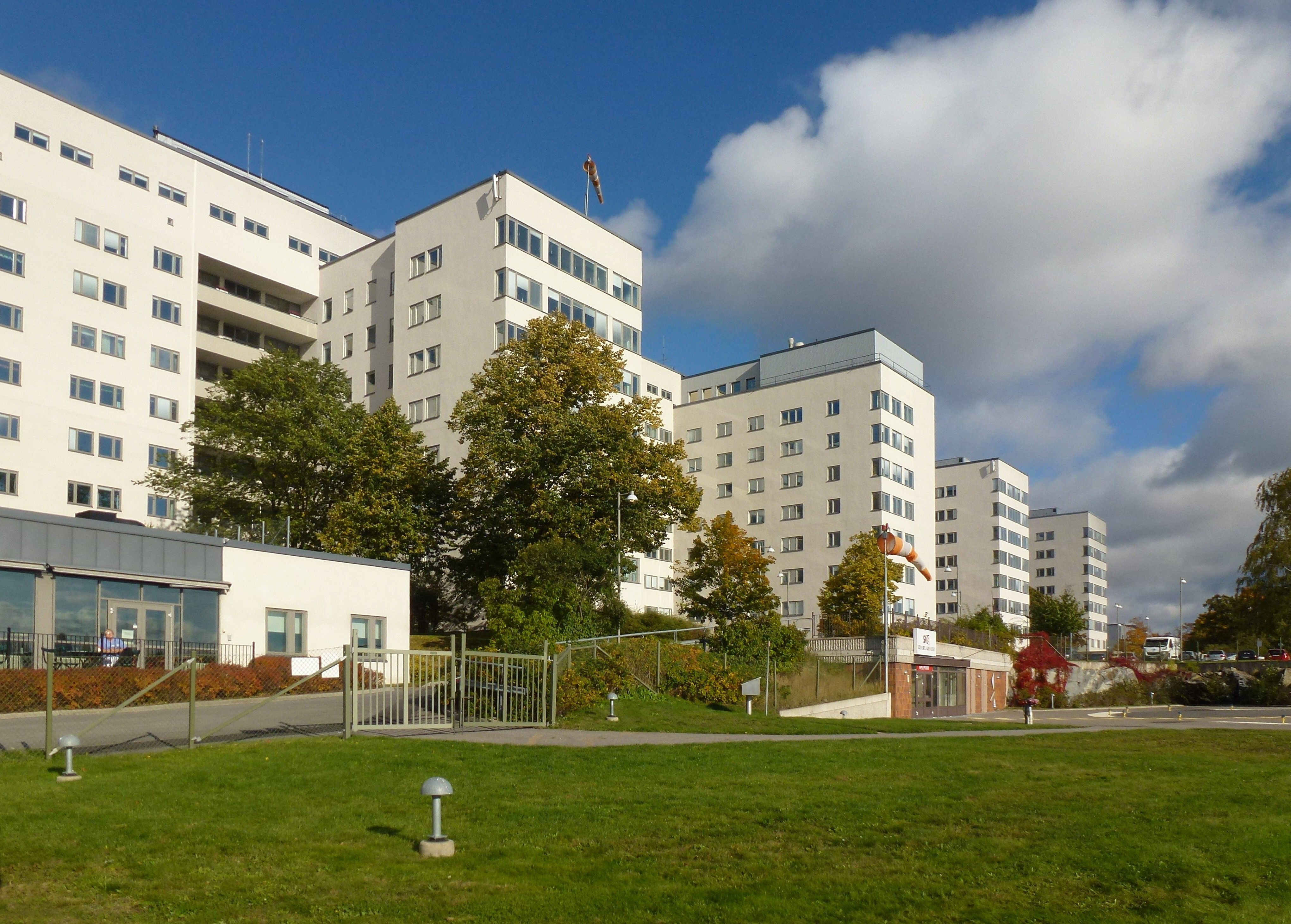
Södersjukhuset från 1944.
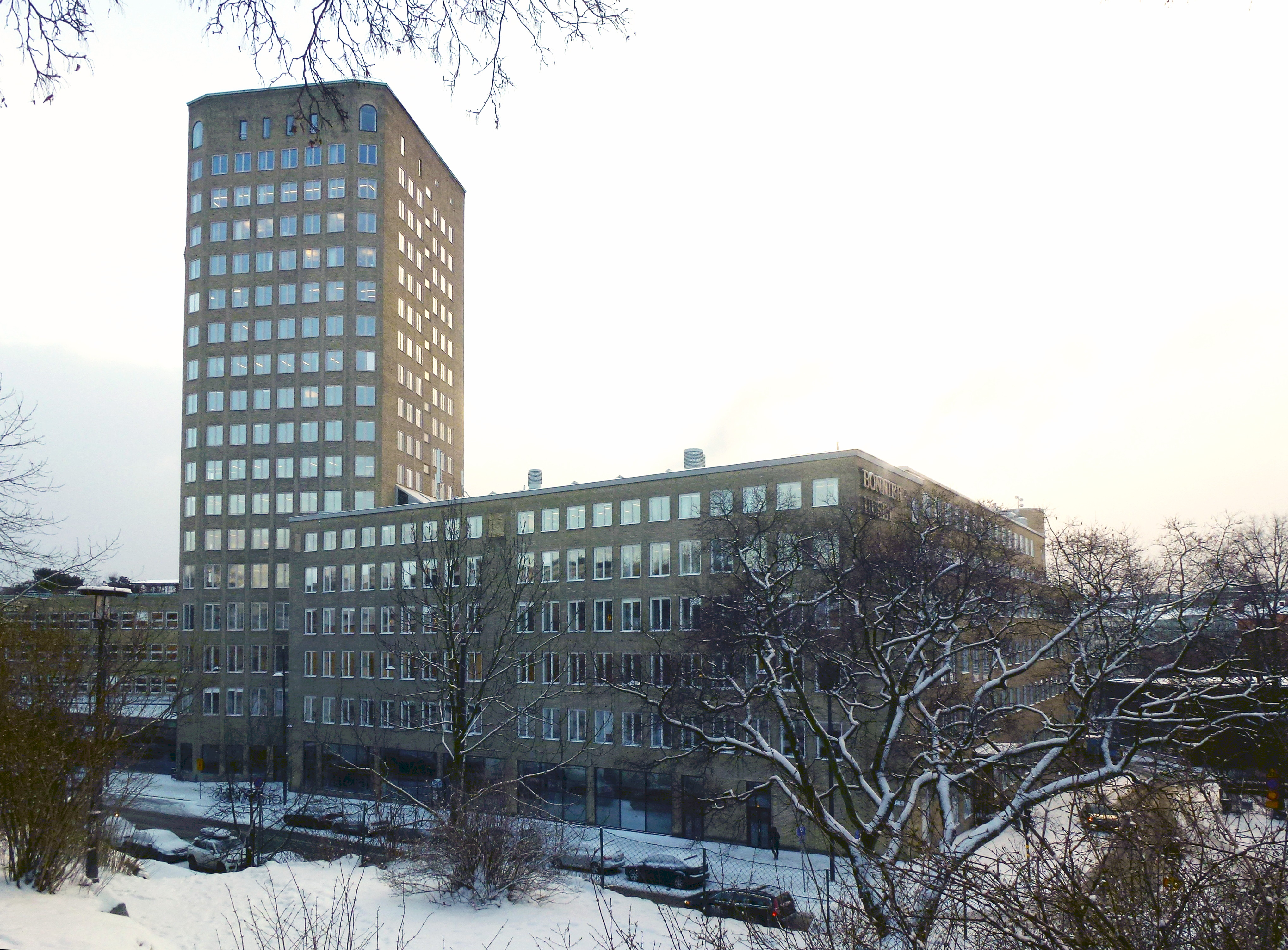
Bonnierhuset från 1949.
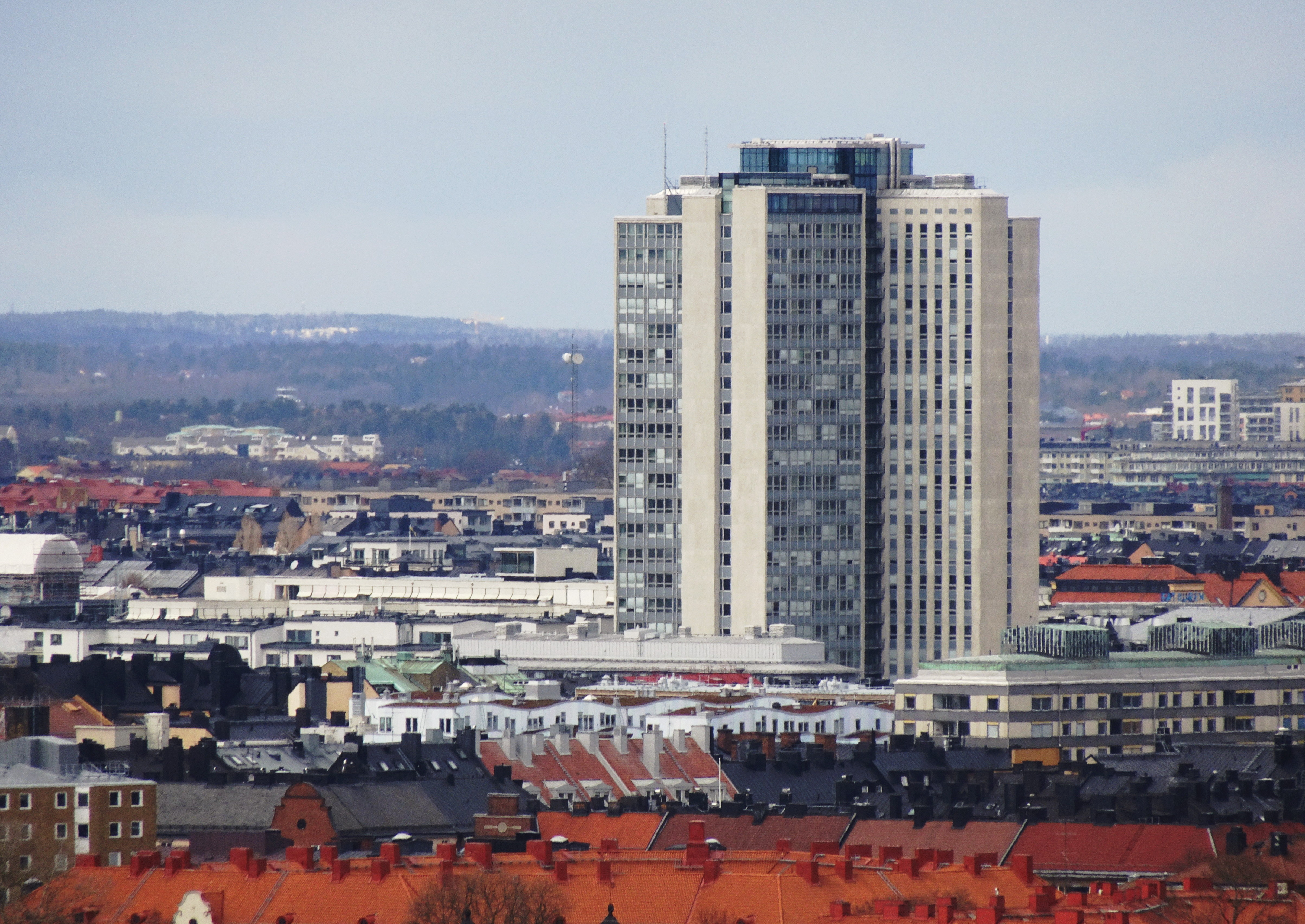
Skatteskrapan från 1959.